# Università di Zenica
L'Università di Zenica (in bosniaco Univerzitet u Zenici) è una università pubblica della Bosnia ed Erzegovina, situata nella città di Zenica. Fondata nel 2000 quando le facoltà situate a Zenica vennero separate dall'Università di Sarajevo.

## Storia

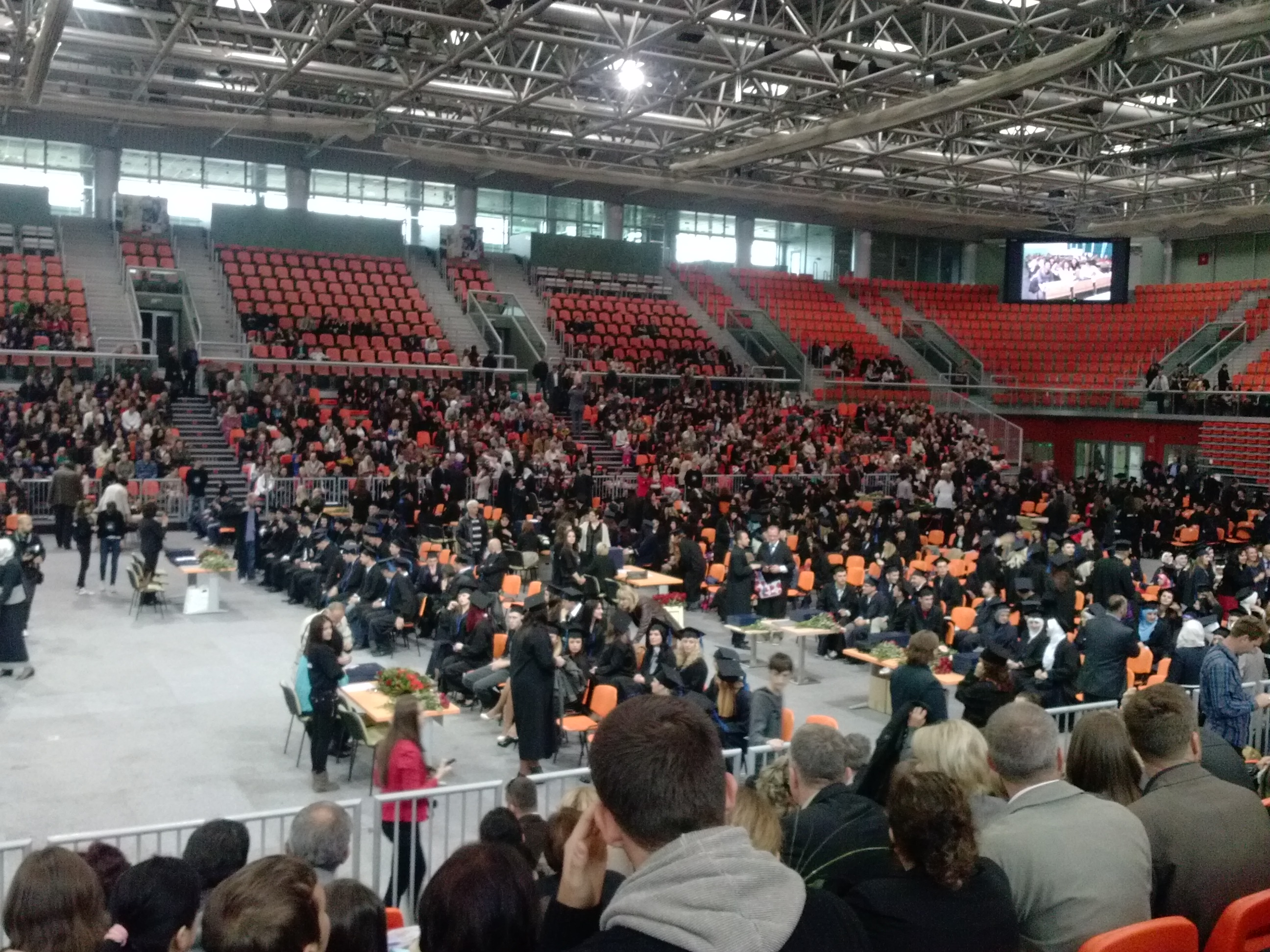
La cerimonia di proclamazione dei laureati all'Arena Zenica.

L'università di metallurgia fu istituita nel 1950 e fu trasferita a Zenica nel 1961 come facoltà in seno all'università di Sarajevo. Altre facoltà furono aggiunte successivamente contemporaneamente all'aumento degli studenti, finché il governo del cantone di Zenica-Doboj decretò la creazione di un istituto indipendente nel 2000.

## Organizzazione
L'università comprende 8 facoltà:
- Facoltà di metallurgia e scienza dei materiali[4]
- Facoltà di ingegneria meccanica[5]
- Facoltà di filosofia[6]
- Facoltà di economia[7]
- Facoltà di giurisprudenza[8]
- Facoltà di medicina[9]
- Facoltà di pedagogia islamica[10]
- Facoltà politecnica[11]

Alle facoltà proprie dell'università si aggiunge l'istituto "Kemal Kapetanović" specializzato in metallurgia.